# شهرستان بوبای
شهرستان بوبای (به لاتین: Bobai County) یک منطقهٔ مسکونی در چین است که در یولین واقع شده‌است.